# Arriva
Arriva PLC – brytyjskie przedsiębiorstwo działające głównie w sektorze transportu publicznego i obecne na rynkach kilkunastu krajów Europy. Należała do koncernu Deutsche Bahn. W 2024 roku przeszła w ręce niezależnej firmy I Squared Capital z amerykańskim kapitałem.
Arriva prowadzi działalność w 14 krajach Europy, zatrudniając ponad 60 tys. pracowników i przewożąc corocznie 1,5 mld pasażerów, korzystając z 16 150 autobusów, 606 pociągów i 126 tramwajów. Roczne przychody grupy Arriva to 3 mld euro.

## Historia

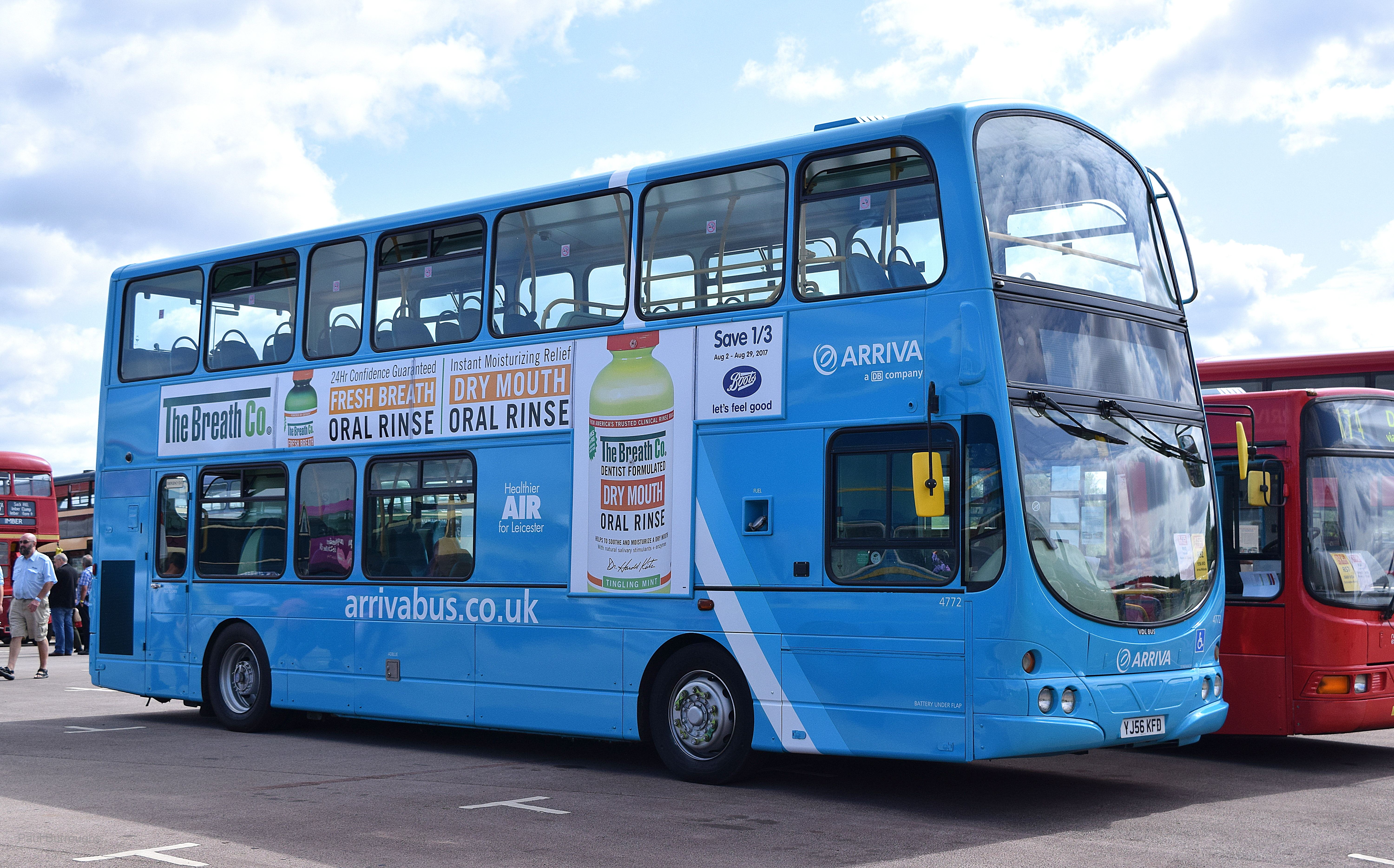
Autobus piętrowy linii Arriva w Leicester

Przedsiębiorstwo powstało w 1938 r. w Sunderland pod nazwą T. Cowie Ltd. i przez pierwsze dziesięciolecia swej działalności zajmowało się handlem używanymi motocyklami. W latach 60. XX wieku zajęło się również sprzedażą samochodów. Począwszy od roku 1980 weszło na rynek transportu autobusowego, kupując kolejne przedsiębiorstwa z tego sektora. W 1997 zmieniło nazwę na Arriva i jednocześnie rozpoczęło inwestycje za granicą, a także na brytyjskim rynku kolejowym. W latach 2003–2006 sprzedało swoje oddziały zajmujące się zbytem i wynajmem samochodów, skupiając się wyłącznie na biznesie transportowym. W 2010 stało się własnością Deutsche Bahn.

## Działalność

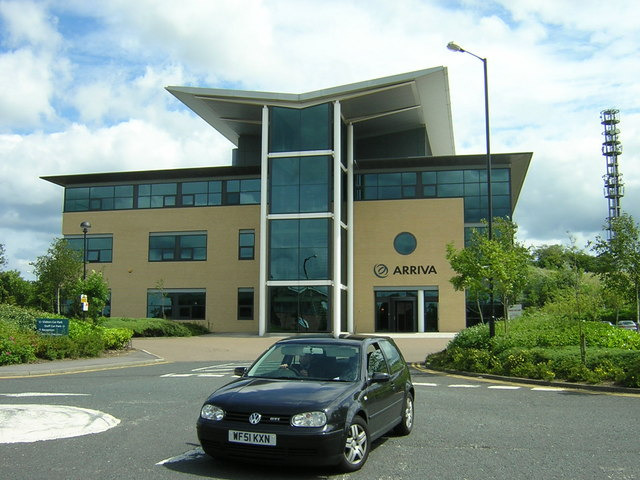
Siedziba firmy w Sunderland

### Wielka Brytania
Wielka Brytania wciąż stanowi dla przedsiębiorstwa kluczowy rynek. Posiada tu kilkanaście spółek zależnych, prowadzących przewozy autobusowe w całym kraju, co łącznie daje mu trzecią pozycję w tym sektorze. Działa także na rynku kolejowym, gdzie jest obecnie właścicielem dwóch przewoźników: Arriva Trains Wales oraz CrossCountry.

### Polska

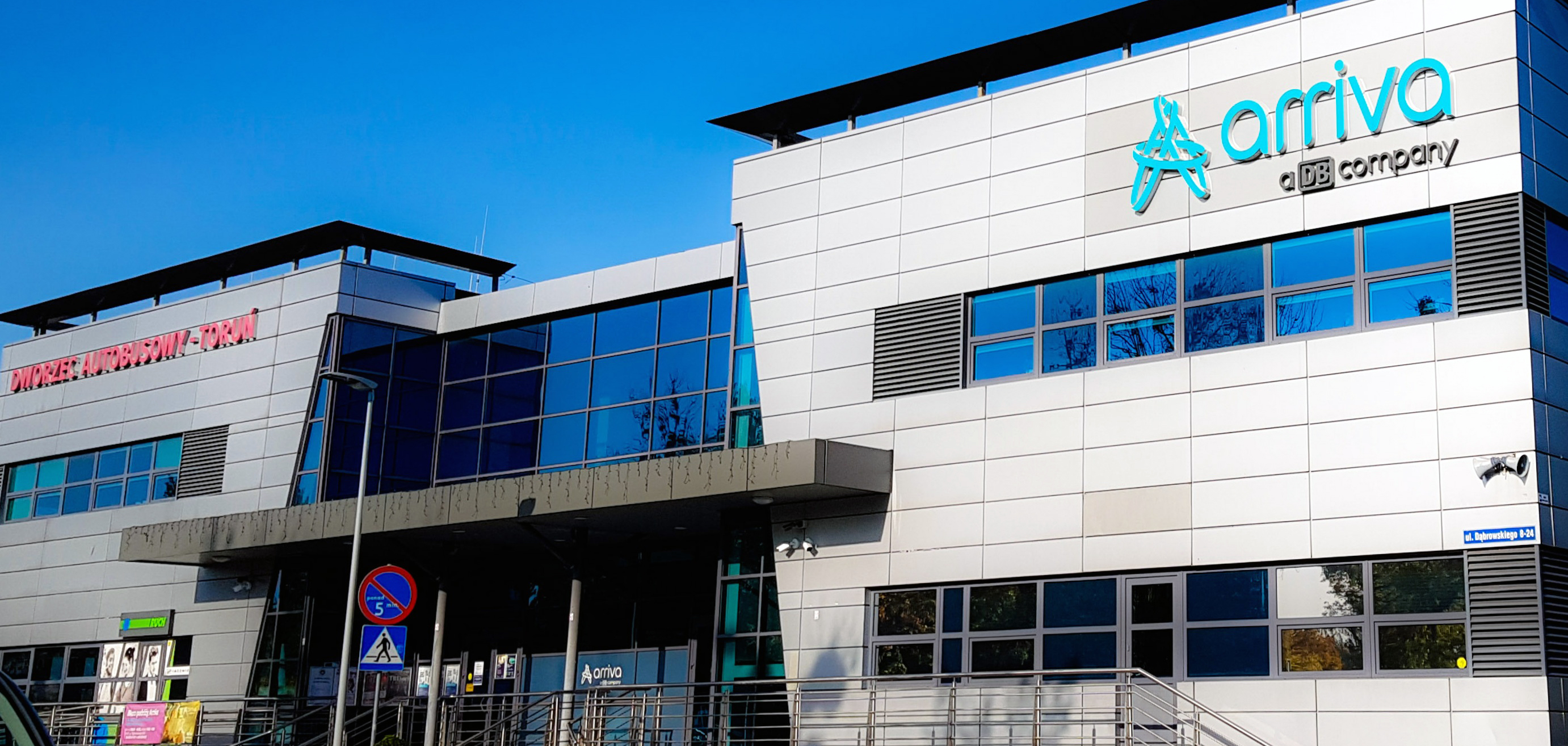
Dworzec autobusowy w Toruniu, siedziba kolejowego oddziału Arriva w Polsce

Polską spółką grupy Arriva jest Arriva RP. W 2007 ówczesna Arriva PCC, będąca joint venture z polsko-niemiecką PCC Rail, wygrała przetarg na obsługę części kolejowych połączeń regionalnych na terenie województwa kujawsko-pomorskiego. Był to pierwszy przypadek od czasu zniesienia monopolu PKP, kiedy prywatna spółka otrzymała tego typu kontrakt. 16 maja 2013 Arriva przejęła grupę Veolia Transport Polska.
1 grudnia 2016 Arriva rozpoczęła obsługę 50 brygad na zlecenie Zarządu Transportu Miejskiego w Warszawie. Przewoźnik wykorzystał w tym celu 54 Solarisy Urbino 12, w tym 5 hybrydowych. Autobusy rozpoczęły kursy na liniach 103, 118, 153, 157, 176, 304, 326 oraz 516.
1 września 2023 Arriva została operatorem dwóch autobusów elektrycznych Solaris Urbino 12 jeżdżących na liniach 1 oraz 2 na terenie miasta Ciechocinek na mocy kontraktu z Urzędem Miasta Ciechocinek.

### Inne rynki

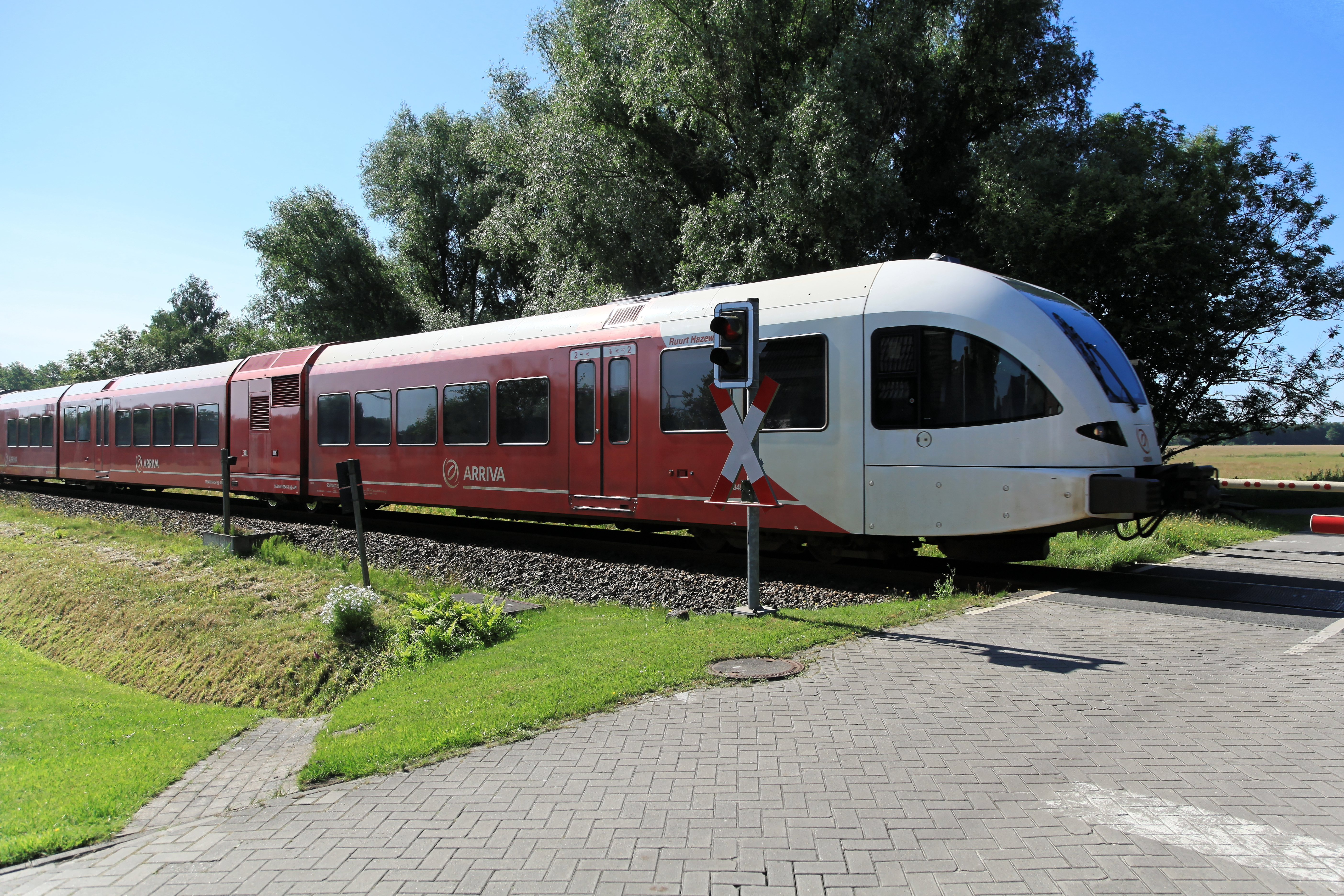
Pociąg osobowy Arriva w Niemczech

Innymi państwami, w których obecna była Arriva, są Chorwacja (autobus), Czechy (autobus, kolej), Dania (autobus, kolej, tramwaj wodny), Hiszpania (autobus), Holandia (autobus, kolej, tramwaj wodny), Portugalia (autobus, kolej, tramwaj), Słowacja (autobus), Słowenia (autobus), Szwecja (autobus, kolej, tramwaj), Węgry (autobus) i Włochy (autobus, kolej, tramwaj, tramwaj wodny). Spółki grupy startowały tam w przetargach na obsługę autobusowych i kolejowych systemów transportu zbiorowego, prowadząc samodzielne przewozy, głównie autobusowe.